# Estação Ferroviária de Vila das Aves
A Estação Ferroviária de Vila das Aves, também conhecida como de Negrelos, de Vila das Aves - (Negrelos), ou de Vila das Aves - Negrelos (nome anteriormente grafado como "Negrellos"), é uma interface da Linha de Guimarães, que serve a freguesia de Vila das Aves, no Distrito do Porto, em Portugal.

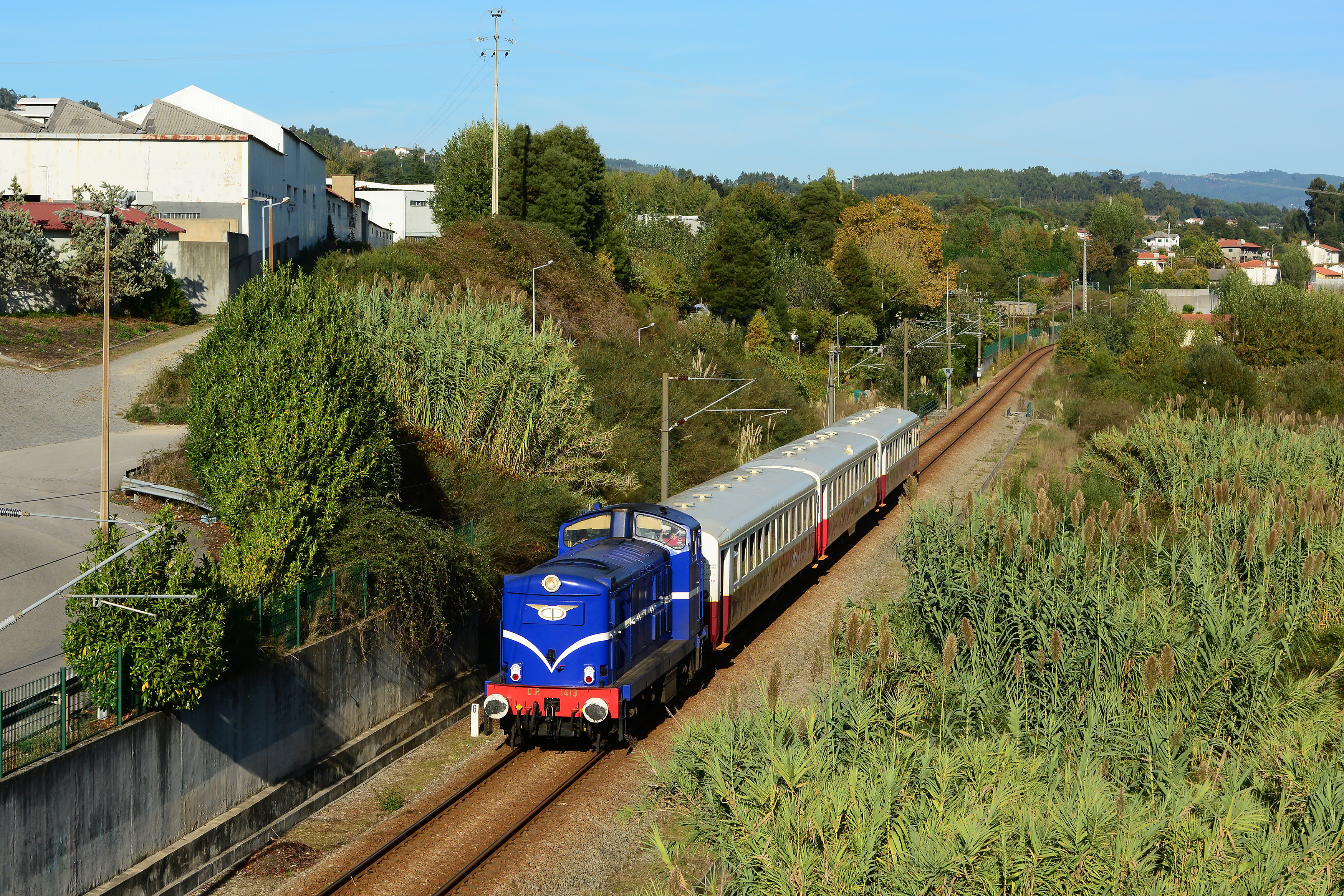
Comboio a chegar à estação de Vila das Aves, em 2017.

## Descrição
Situa-se junto à Rua do Centenário, na localidade de Vila das Aves.
Em Janeiro de 2011, contava com duas vias de circulação, com 221 e 219 m de comprimento, cujas plataformas tinham ambas 150 m de extensão, e 90 cm de altura.

## História
A estação de Vila das Aves situa-se no lanço da Linha de Guimarães entre Trofa e Vizela, que entrou ao serviço em 31 de Dezembro de 1883, tendo sido construído pela Companhia do Caminho de Ferro de Guimarães.
Num artigo publicado em 1938 na revista Ilustração, o jornalista Lopes de Oliveira descreveu a chegada de comboio à estação de Vila das Aves, então ainda conhecida como Negrelos:

Altas chaminés de fábricas se implantam no solo. Chegamos a Negrelos, povoação que ocupa honroso lugar na industria do Norte.— Lopes de Oliveira, Viagens na Nossa Terra
O edifício de passageiros situava-se do lado sudeste da via (lado esquerdo do sentido ascendente, a Fafe), tendo sido demolido aquando das obras de conversão da Linha de Guimarães para bitola ibérica em dezembro de 2003, substituído por novo edifício situado do lado direito da via.[carece de fontes?]

Em 2015, um artigo do jornal Público criticou o estado de funcionamento das estações suburbanas do Grande Porto, incluindo a de Vila das Aves, que não possuía bar, sala de espera nem instalações sanitárias para os utentes.